# Ortonia ferox
Ortonia ferox is een hooiwagen uit de familie Stygnidae.